# Nelson Rivas
Nelson Enrique Rivas López, mais conhecido como Nelson Rivas (Pradera, 25 de Março de 1983), é um futebolista colombiano que atua como zagueiro.

## Carreira

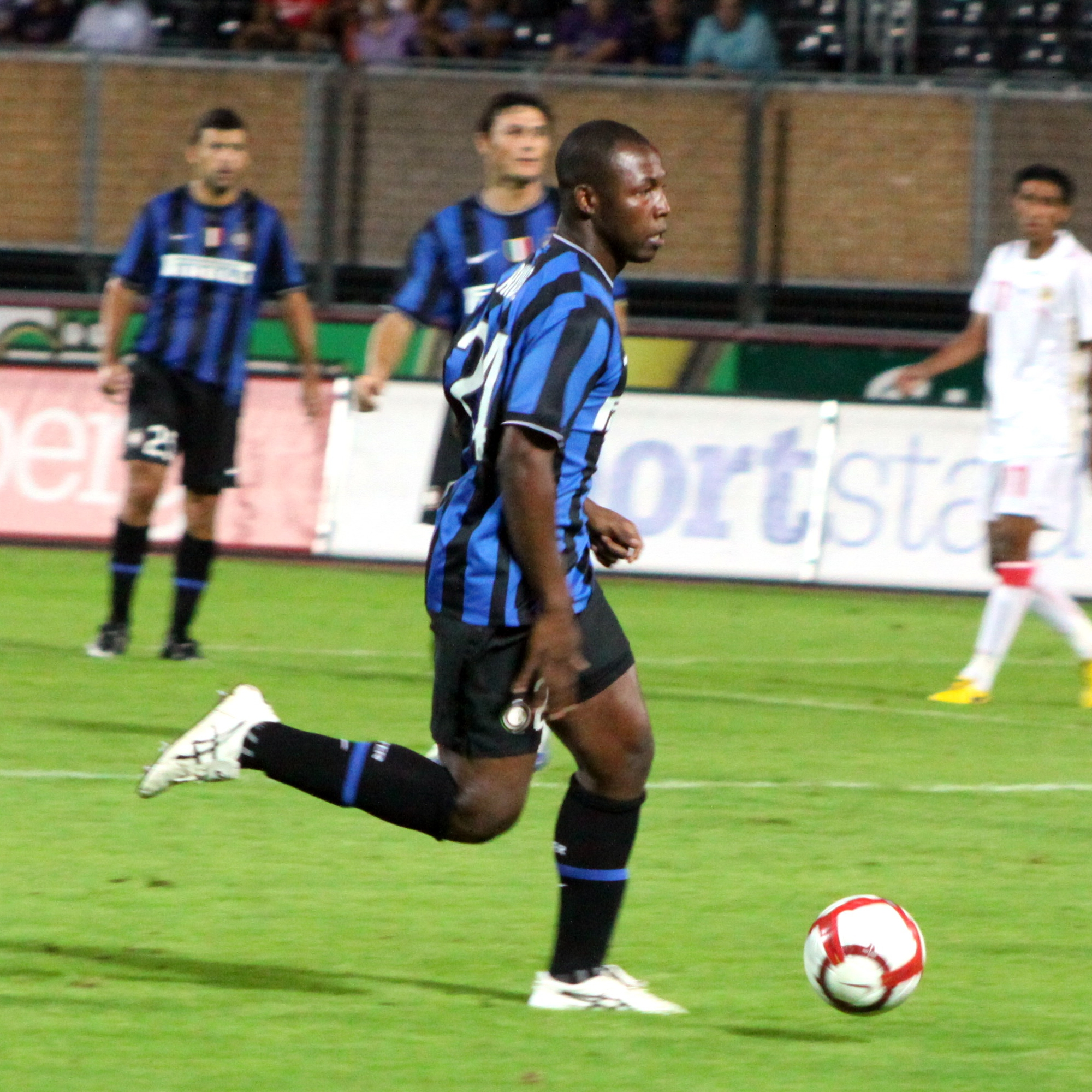
Rivas atuando pela.

Iniciou sua carreira no Deportivo Pasto da Colômbia aonde, através de suas boas atuações, foi contratado pelo Deportes Tolima. Foi neste clube que conquistou o seu primeiro título nacional em 2003.
Foi contratado em 2007 pelo River Plate, por uma alta quantia de dinheiro. No clube argentino, ganhou o apelido de El Tayson em referência a sua forma ríspida de atuar sendo comparado ao ex-lutador de boxe Mike Tyson. Através de seus feitos, Nelson foi atuar numa das maiores ligas do mundo, a Italiana, aonde atuou irregularmente na Internazionale, junto com o também colombiano Iván Córdoba. Com o título do Campeonato Italiano de 2007-08, Nelson tornou-se um dos 3 colombianos a faturar um título de uma liga européia, juntamente com Iván Córdoba e Adolfo Valencia.
En 24 de agosto de 2009, Nelson Rivas foi cedido por empréstimo ao Livorno até o fim da temporada. Em 2011, foi atuar, novamente por empréstimo, no futebol ucraniano, defendendo as cores do Dnipro. Ainda em 2011, foi anunciado a sua negociação, em definitivo, para defender o time canadense do Montreal Impact na Major League Soccer de 2012.

## Títulos
Deportes Tolima
- Torneo Apertura - 2003

 Deportivo Cali
- Torneo Finalización - 2005

 Internazionale
- Campeonato Italiano - 2007/08, 2008/09
- Supercopa da Itália - 2008